# Petabit
En Petabit er en afledt enhed for information eller computerlager.
Sprogbrugen for computerlager er desværre ikke konsekvent. Petabit bruges derfor på to måder:
- 1 Petabit = 1015 bit = 1 000 000 000 000 000 bit eller 1,000 Terabit
- 1 Petabit = 250 bit = 1 125 899 906 842 620 bit eller 1024 Terabit

For at løse denne forvirring i anvendelsen af binære præfikser har International Electrotechnical Commission (IEC) foreslået nye ord for binære præfikser, således at 1 Pebibit = 250 bit. Denne sprogbrug har dog (endnu) ikke vundet udbredelse.
Terabit << Petabit